# Islands ambassadører i Australien
Islands første ambassadør i Australien var Pétur Thorsteinsson i 1984. Islands nuværende ambassadør i Australien er Gunnar Snorri Gunnarsson. Island har ikke nogen ambassade i Australien.

## Liste over ambassadører
| # | Navn                        | Tid              | Slut på mission  |
| - | --------------------------- | ---------------- | ---------------- |
| 1 | Pétur Thorsteinsson         | 17 april 1984    | 6 maj 1988       |
| 2 | Benedikt Sigurðsson Gröndal | 6 maj 1988       | 18 oktober 1988  |
| 3 | Ólafur Egilsson             | 27 oktober 1999  | 28 november 2003 |
| 4 | Eiður Guðnason              | 28 november 2003 | 22 februar 2007  |
| 5 | Gunnar Snorri Gunnarsson    | 22 februar 2007  |                  |